# Rivière Noire (vattendrag i Kanada, Québec, lat 46,66, long -72,13)
Rivière Noire är ett vattendrag i Kanada.   Det ligger i provinsen Québec, i den sydöstra delen av landet, 300 km öster om huvudstaden Ottawa.
I omgivningarna runt Rivière Noire växer i huvudsak blandskog. Runt Rivière Noire är det ganska glesbefolkat, med 26 invånare per kvadratkilometer.